# Ліліан Дрешер
Ліліан Дрешер (нар. 23 травня 1965) — колишня швейцарська тенісистка.
Найвищу одиночну позицію світового рейтингу — 50 місце досягла 18 лютого 1985, парну — 85 місце — 21 грудня 1986 року.
Здобула 1 одиночний титул туру WTA.
Найвищим досягненням на турнірах Великого шолома було 2 коло в одиночному та парному розрядах.

## Фінали Туру WTA

### Одиночний розряд (1-0)
| Результат | Дата                                     | Турнір                            | Рівень  | Покриття | Суперниця | Рахунок  |
| --------- | ---------------------------------------- | --------------------------------- | ------- | -------- | --------- | -------- |
| Перемога  | Відкритий чемпіонат Японії з тенісу 1984 | Japan Open (теніс), Токіо, Японія | $50,000 | Тверде   | Шон Фолтс | 6–4, 6–2 |